# Järnets män
Järnets män är en svensk långfilm från 1935 i regi av Gunnar Olsson. Filmen bygger på Johan-Olov Johanssons bok Brofors järnarbetarefackförening från 1927 och i rollerna ses bland andra Carl Deurell, Oscar Ljung och Hjalmar Peters.

## Handling
Filmen skildrar arbetarrörelsens genombrott i Sverige från en metallarbetares synvinkel. Handlingen äger rum på ett järnbruk vid namn Brofors. Missnöje råder på arbetsplatsen på grund av det myckna övertidsarbetet. En socialistagitator kommer till bruket. Under Storstrejken 1909 blossar upp och flera fackföreningsmän måste emigrera till utlandet, så även filmens huvudperson. Efter att ha deltagit i Första världskriget återvänder han några år senare och får då se de framsteg som fackförbundet Metall åstadkommit. Han träffar ledande personer inom förbundet och även den ingenjör som övertagit arbetsledningen på bruket. Arbetsplatsen har moderniserats och huvudpersonen får arbete där. Denna gången är det ingenjören som uppmanar honom att organisera sig.

## Rollista
- Carl Deurell – Norberg, gamle brukspatron på Brofors
- Oscar Ljung – Sten Brändström, smed
- Hjalmar Peters – Tångring, smed
- John Ericsson – Karlsson, smed
- Gösta Gustafson – Hamrin, smed
- Arthur Natorp – ingenjör Knut P. Strömmer, brukspatron 1909
- Axel Lindberg – Flygare, smed
- Axel Högel – Modig, smed
- Hilding Gavle – Öster, agitator
- Sven-Eric Carlsson – Sten Brännström som pojke

Ej krediterade
- Helga Brofeldt – fru Brändström, Stens mor
- Gertie Löweström – smedhustru
- Estery Ericsson – smedhustru
- Charley Paterson – prästen
- Tor Borong – länsman
- Wiktor "Kulörten" Andersson – anställd på brukskontoret
- Ernst Brunman – Clas-Göran, värd för middagsbjudningen
- Theodor Berthels – talaren vid middagsbjudningen
- Erik Rosén – gäst vid middagsbjudningen
- John Westin – gäst vid middagsbjudningen
- Ossian Brofeldt – gäst vid middagsbjudningen
- Stina Ståhle – Clas-Görans husa
- Hilda Castegren – smeden Karlssons gamla mor
- Gunnel Olsson – Svens fästmö
- Gillis Blom – förbundssekreteraren
- Gunnar Olsson – nye ingenjören vid bruket
- Arne Lindblad – fotografen i USA
- Kaj Tenow	– flicka vid midsommarfesten
- Allan Linder – Lars, skolpojke
- Rune Turesson – Stolpe, ungsocialist, kolportör för tidningen Brand
- Herman Lantz – deltagare vid strejkmötet

## Om filmen
Järnets män producerades för AB Svensk Filmindustri och spelades in sommaren 1935. Interiörerna spelades in i Filmstaden Råsunda och exteriörerna i Karmansbo bruk i Skinnskattebergs kommun, Kohlswa Jernverks AB i Köping, Domnarvets Jernverk i Borlänge och Stockholm. Fotograf var Erik Bergstrand. Filmen premiärvisades den 18 september 1935 på biografen Röda Kvarn i Stockholm i samband med Svenska Metallindustriarbetareförbundets kongress. Den 5 oktober 1975 sändes den i Sveriges Television och var då nedkortad med fyra minuter från 90 till 86 minuter.